# Kladnica
Kladnica (izvirno srbsko Кладница) je naselje v Srbiji, ki upravno spada pod Občino Sjenica; slednja pa je del Zlatiborskega upravnega okraja.

## Demografija
V naselju živi 284 polnoletnih prebivalcev, pri čemer je njihova povprečna starost 39,2 let (37,9 pri moških in 40,6 pri ženskah). Naselje ima 104 gospodinjstev, pri čemer je povprečno število članov na gospodinjstvo 3,48.
|  |

| Demografija | Demografija     | Demografija     |
| Leto        | Št. prebivalcev | Št. prebivalcev |
| ----------- | --------------- | --------------- |
|             |                 |                 |
|             |                 |                 |
|             |                 |                 |
|             |                 |                 |
| 1948        | 645             |                 |
| 1953        | 742             |                 |
| 1961        | 693             |                 |
| 1971        | 638             |                 |
| 1981        | 630             |                 |
| 1991        | 439             | 439             |
| 2002        | 377             | 362             |
|             |                 |                 |

| Etnična sestava po popisu iz leta 2002 | Etnična sestava po popisu iz leta 2002 | Etnična sestava po popisu iz leta 2002 | Etnična sestava po popisu iz leta 2002 | Etnična sestava po popisu iz leta 2002 |
| -------------------------------------- | -------------------------------------- | -------------------------------------- | -------------------------------------- | -------------------------------------- |
| Bošnjaki                               | Bošnjaki                               |                                        | 357                                    | 98,61%                                 |
| Muslimani                              | Muslimani                              |                                        | 3                                      | 0,82%                                  |
| Črnogorci                              | Črnogorci                              |                                        | 2                                      | 0,55%                                  |
| Neznano                                | Neznano                                |                                        | 0                                      | 0,0%                                   |